# Skottsbergska gården

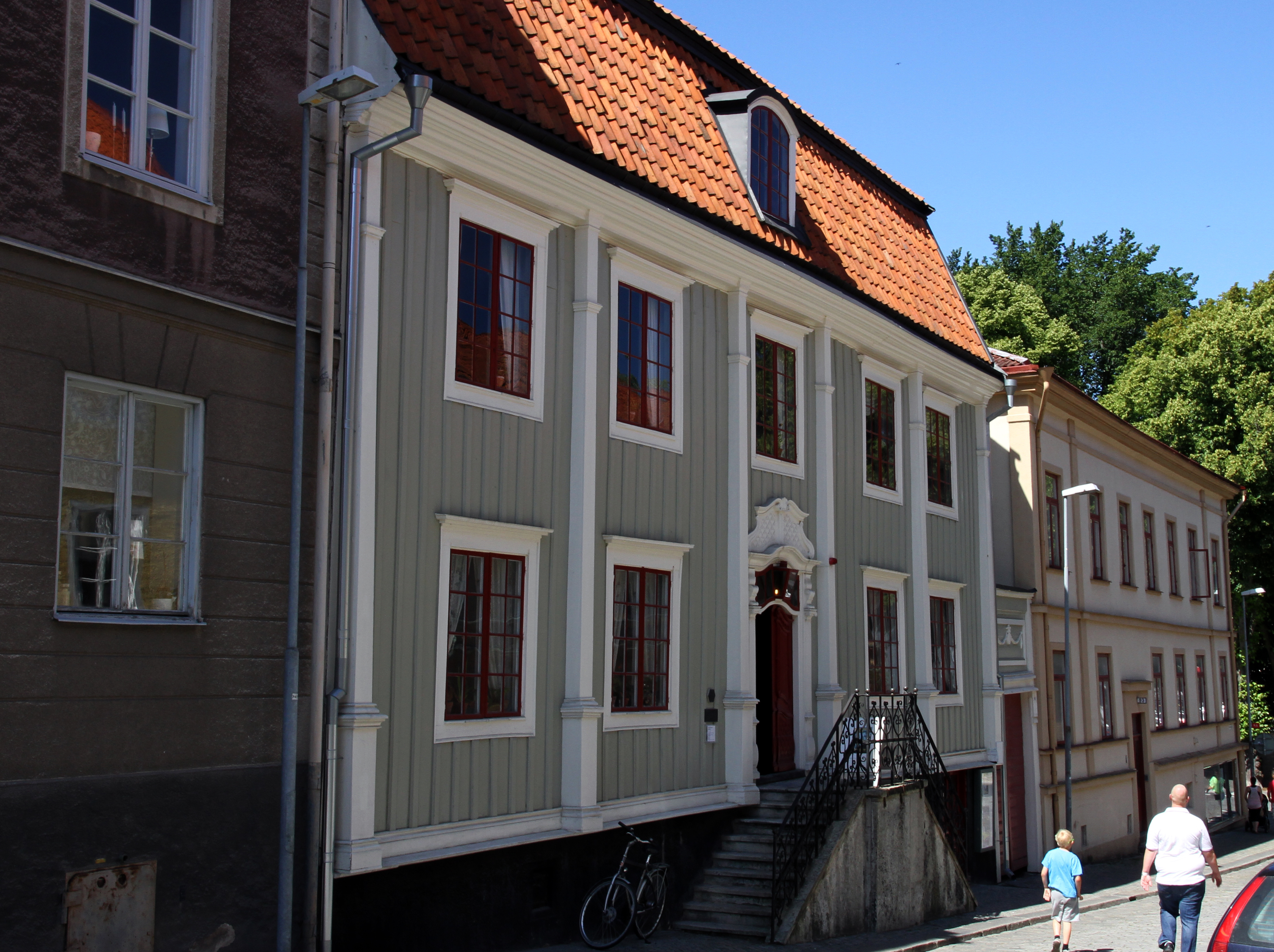
Skottsbergska gården

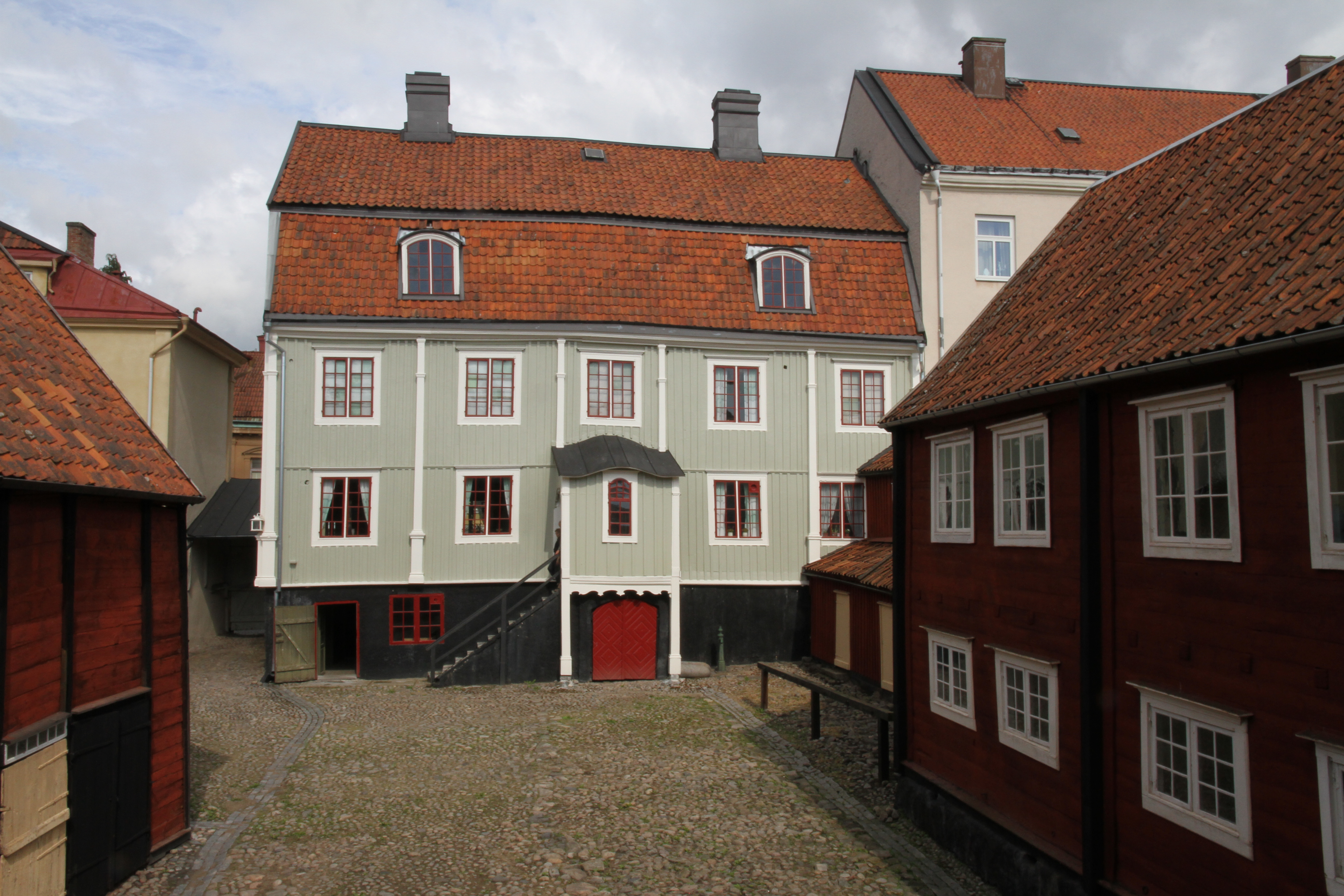
Skottsbergska gården från innegården

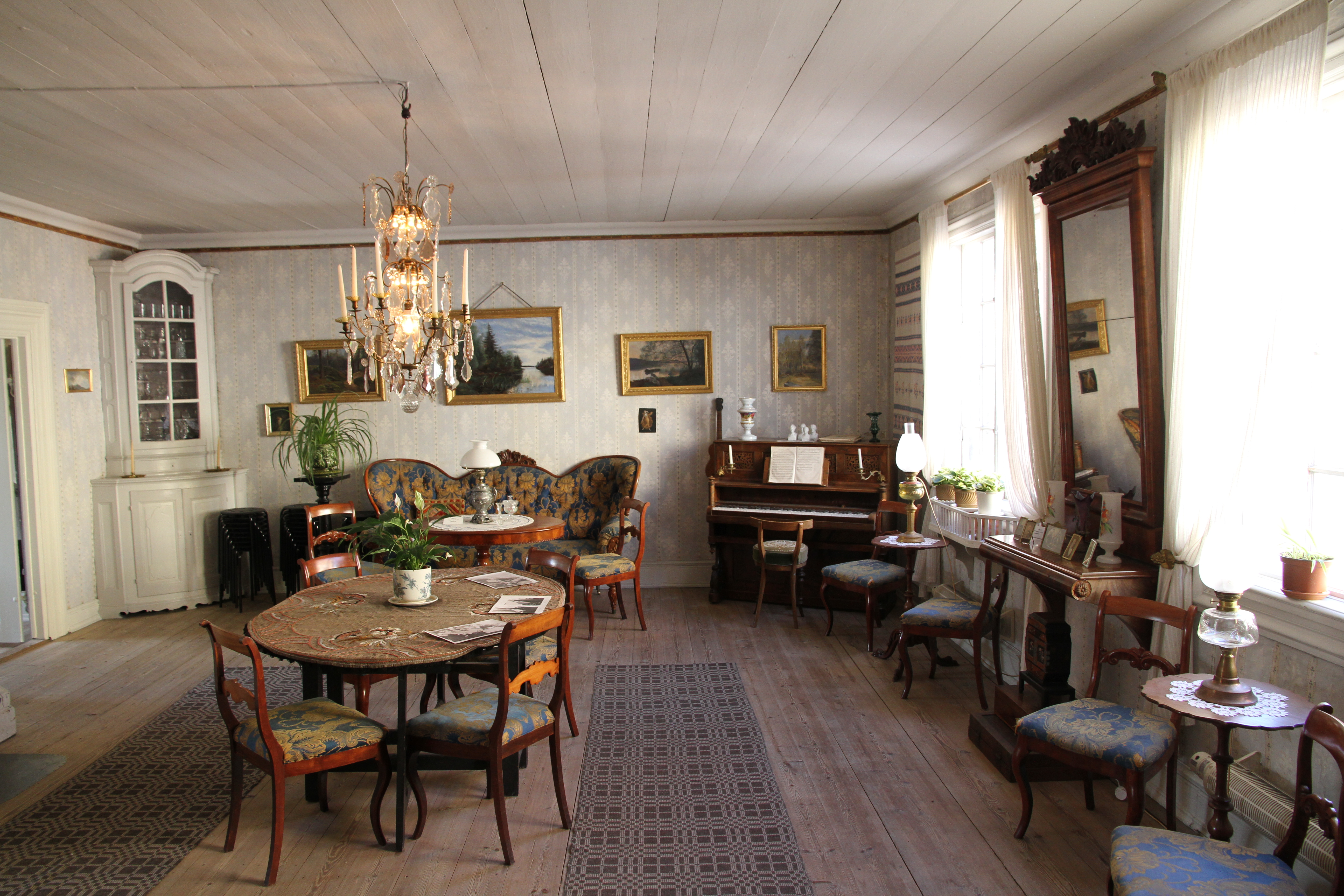
Möblerat rum på nedre våningen

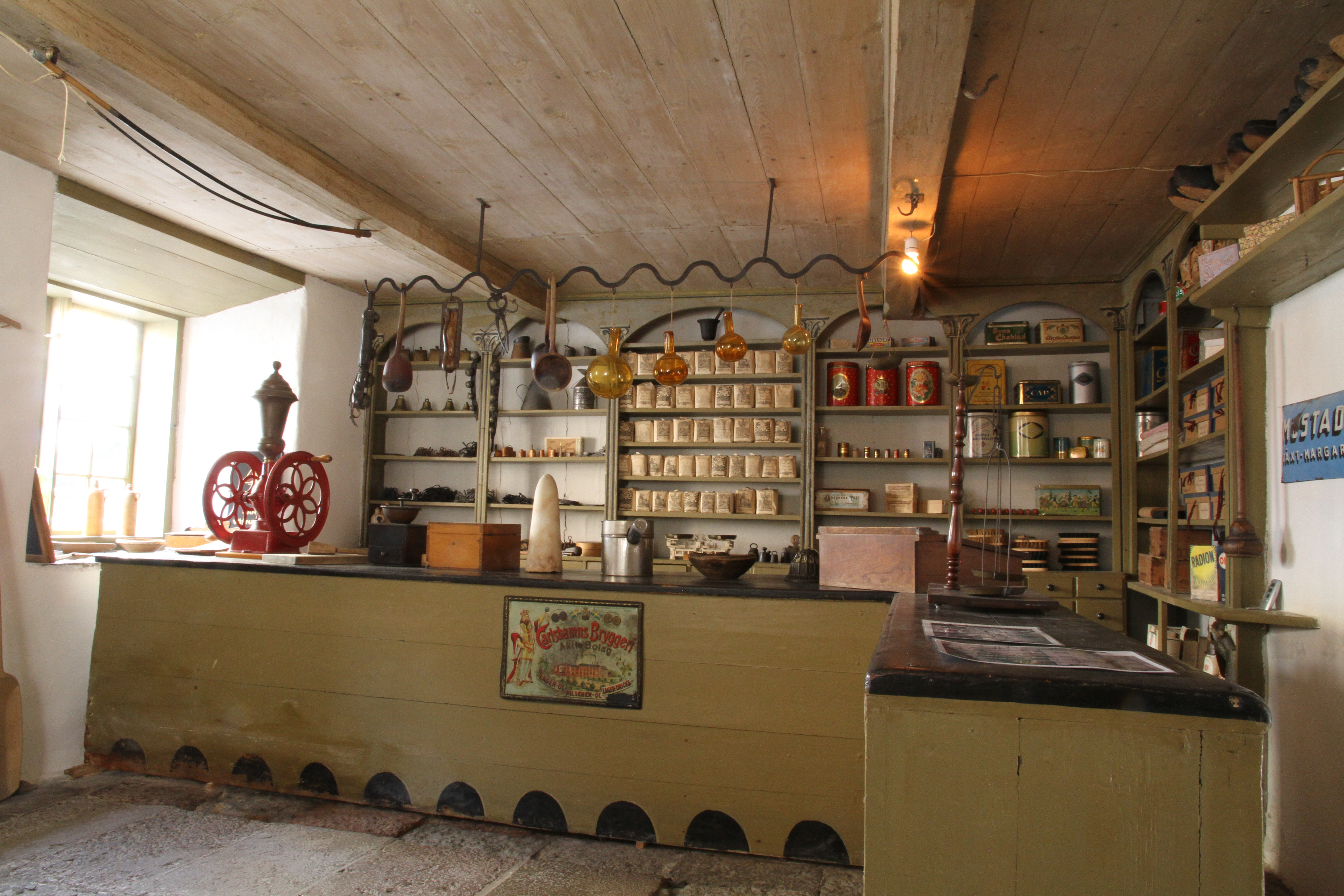
Handelsboden i bottenvåningen

Skottsbergska gården är en köpmansgård på Drottninggatan 91 i Karlshamn, byggd 1766.

## Historia
Längs huvudgatan, Drottninggatan, i Karlshamn byggdes på 1600 och 1700-talen flera köpmansgårdar. Huvudbyggnaderna mot Drottninggatan innehöll bostäder och butiker och på sluttningen ner mot Mieån byggdes uthuslängor och magasinsbyggnader. 

### Bygget av fastigheten
I november 1763 utbröt en brand i staden och 23 hus och gårdar förstördes. Handelsmannen och brukspatronen Olof Olsson, född 1725 i Växjö, var en av dem vars hus brann ner. Efter branden byggde ägarna upp husen igen. De flesta byggde nu husen i sten, i enlighet med det påbud som landshövdingeämbetet utfärdat efter branden. Olof Olsson valde dock att bygga sitt hus i trä. I bottenvåningen inreddes en av de få handelsbodarna i de norra delarna av staden. Fastigheten stod klar 1766.

### Ägarbyten
När Olof Olsson dog 1804 tog hans son Olof Olsson d.y. över sin fars verksamheter samt fastigheten vid Drottninggatan. Under hans tid minskades verksamheterna och när han dog 1828 och hans sterbhus övertog ägandet fanns bara fastigheten kvar i familjens ägor. 1831 sålde sterbhuset fastigheten till Adolf Johan Skottsberg, som varit anställd hos Olof Olsson d.y. som bodbetjänt. 1856 övertogs handelsboden i bottenvåningen av Adolf Johan Skottsbergs svärson Pehr August Ljunggren. Ljunggren dog redan 1867 vid 46 års ålder. Fastigheten var kvar i släkten Skottsberg-Ljunggrens ägo fram till 1927 då fröken Hanna Ljunggren, dotter till Pehr August Ljunggren, överlät denna till en då nybildad stiftelse för dess framtida bevarande.

### Restaurering
Fastigheten genomgick en grundlig restaurering 1955-1959 och är sedan dess ett minnesmärke över svensk borgerlig byggnadskonst och bostadskultur från 1700-talet.

## Beskrivning av fastigheten

### Exteriör
Skottsbergska gården består av ett bostadshus vid Drottninggatan. En hög stentrappa leder upp från gatan till ingången. Fasaden har träpanel målad i ljusgrått och fastigheten har ett högt brutet tak. Ursprungligen var fasaden målad i en ljusgul färg. 

### Nedre våningen
Rummen till höger på nedre våningen är möblerade på samma sätt som när Hanna Ljunggren bodde där. Köket är däremot helt 1700-talsmässigt med som stor spis och skåp och hyllor för grytor, kärl och tallrikar.

### Övervåningen
Övervåningen var precis som nedre delade från början men under åren har väggarna mellan delarna tagits bort. Där uppe finns flera rum med kakelugnar och möbler från 1700-talet och början av 1800-talet. Även på övervåningen finns ett kök som Adolf Johan Skottsberg lät inreda när han övertog gården. 

### Bottenvåningen med handelsboden
På bottenvåningen finns en handelsbod där bland annat Brännvinskungen Lars Olsson Smith arbetade som bodbetjänt under några år i sin ungdom. Handelsboden hyrdes ut efter Pehr August Ljunggrens död 1867. Den sista innehavaren, Wiktor Mattsson, drev butiken under 35 år fram till 1945.

### Gårdsbyggnaderna
Gårdsbyggnaderna är inte nämnvärt förändrade under åren. På södra sidan finns vedbodar, brygghus med vävkammare och drängstuga. På norra sidan ligger stallet med höskulle. Ner mot Ågatan finns ett stort magasin med en inkörsport.

## Byggnadsminne
Gården förklarades den 9 oktober 1964 som byggnadsminne av Länsstyrelsen i Blekinge län och sköts idag av den ideella Föreningen Karlshamns museum.